# Боєголовка (фільм)
Боєголовка (англ. Warhead) — бойовик.

## Сюжет
Генерал Крафт і його сподвижники захоплюють пускову ракетну установку з атомною боєголовкою. Погрожуючи привести її в дію, вони вимагають відставки президента США і мільярд доларів. Лише командир загону по боротьбі з тероризмом Таннен виявився здатний протистояти злочинцеві світового рівня.

## У ролях
- Френк Загаріно — Джек Таннен
- Джо Лара — Крафт
- Елізабет Джордано — Джессіка Еванс
- Брайан О'Шонессі — Едвардс
- Тодд Дженсен — Том Ленсдейл
- Майкл МакКейб — доктор Еванс
- Йен Юлі — полковник 1
- Росс Преллер — Пі Джи
- Алан Т. Маркс — навідник
- Джемі Бартлетт — Вілсон
- Джо Да Сілва — Джойс
- Грег Пусті — капрал Вітні Джексон
- Рікардо Коен — Лі
- Кейт Ван Ховен — Аллен
- Джастін Іллюжен — Гарсія
- Девід С. Вебб — Паркс
- Даг Паркер — Пенн
- Корделл МакКуін — Ларрі
- Деніел Ван Ренсбург — Кері
- Дерріл Вернер — Шемп
- Нік Сміт — охоронець бункера
- Кріс Бьюкенен — полковник Лідді
- Террі Лофтус — Хейг
- Андре Марреро — Холдеман
- Квінтін Фогс — Норт
- Мак МакКензі — Долі
- Брайан де Клерк — Marine MP
- Ізмаїл Мкванзі — гаїтянин
- Френк Нотаро — сенатор
- Лі-Енн Лібенберг — Джонс (в титрах не вказана)